# محمد عباس (حارس مرمى)
محمد عباس لاعب كرة قدم مصري سابق في مركز حراسة المرمى ، ولاعب سابق بصفوف الإسماعيلي والأوليمبي، وقرر اعتزال لعبة كرة القدم في عام 2010.

انضم إلى نادي الإسماعيلي في 17 يوليو 2004 حيث كان الإسماعيلي يتابع اللاعب منذ فترة، واستطاع المهندسين أحمد عثمان وإبراهيم عثمان الحصول علي موافقة مجلس إدارة نادي الأوليمبي في الاستغناء عنه مقابل 225 ألف جنيه وإعارة لاعب أخر لمدة سنة، ثم أنهى الصفقة رسميًّا محمود أبو عالي المدير الإداري للنادي، حيث أنهى أوراق انتقاله من الأوليمبي إلي الإسماعيلي وحصل على توقيعه.

## روابط خارجية
- محمد عباس على موقع الاتحاد الدولي (مؤرشف)  (الإنجليزية)